# Boletellus mirabilis
Boletellus mirabilis är en svampart som först beskrevs av William Alphonso Murrill, och fick sitt nu gällande namn av Rolf Singer 1945. Boletellus mirabilis ingår i släktet Boletellus och familjen Boletaceae.   Inga underarter finns listade i Catalogue of Life.

## Källor

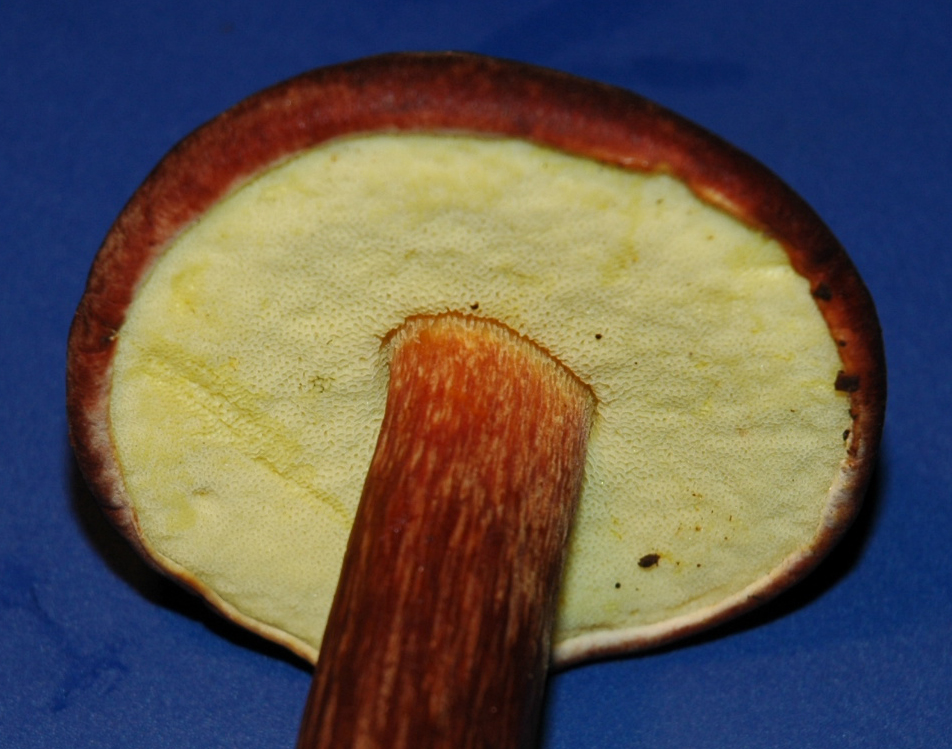
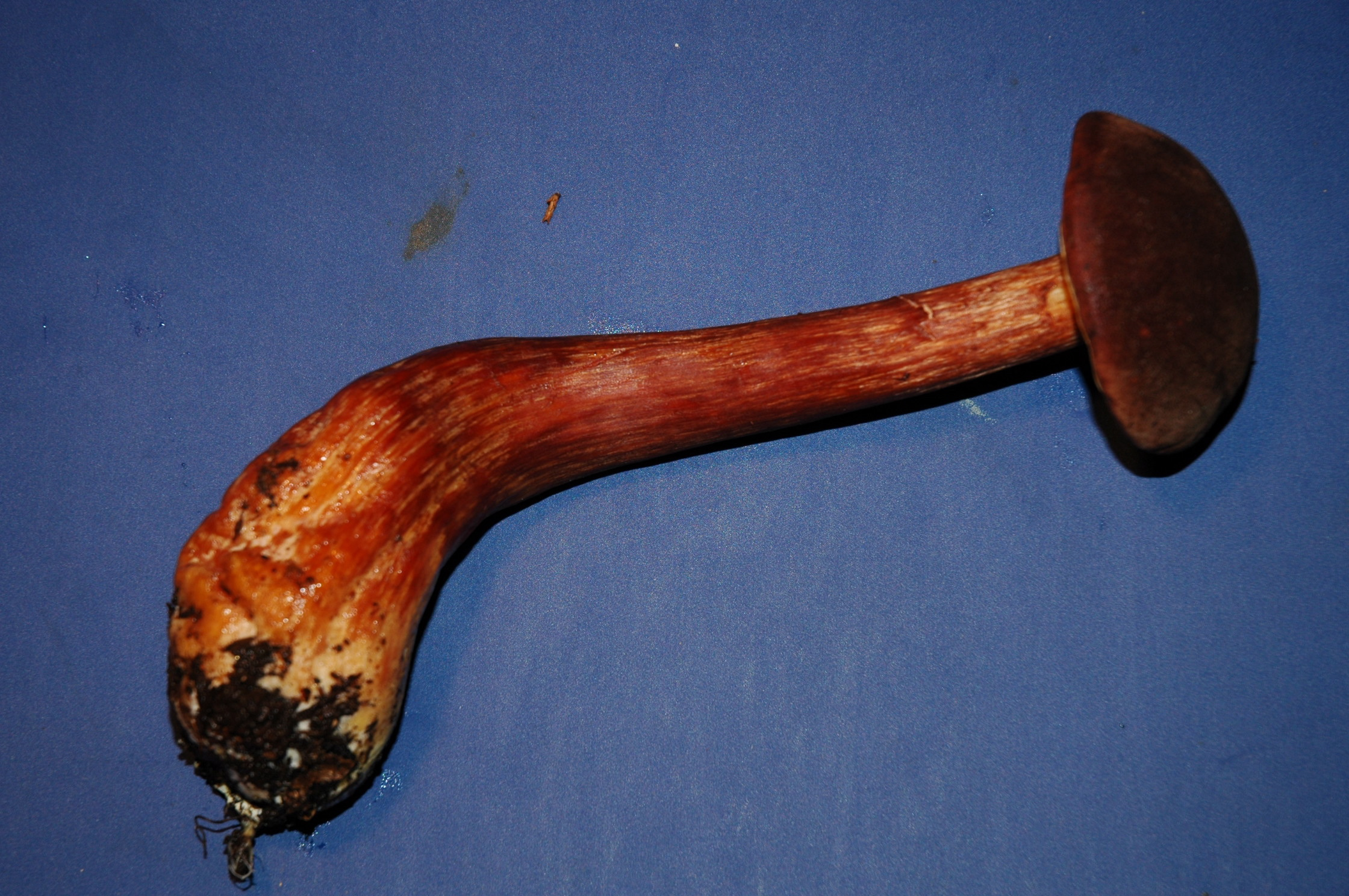
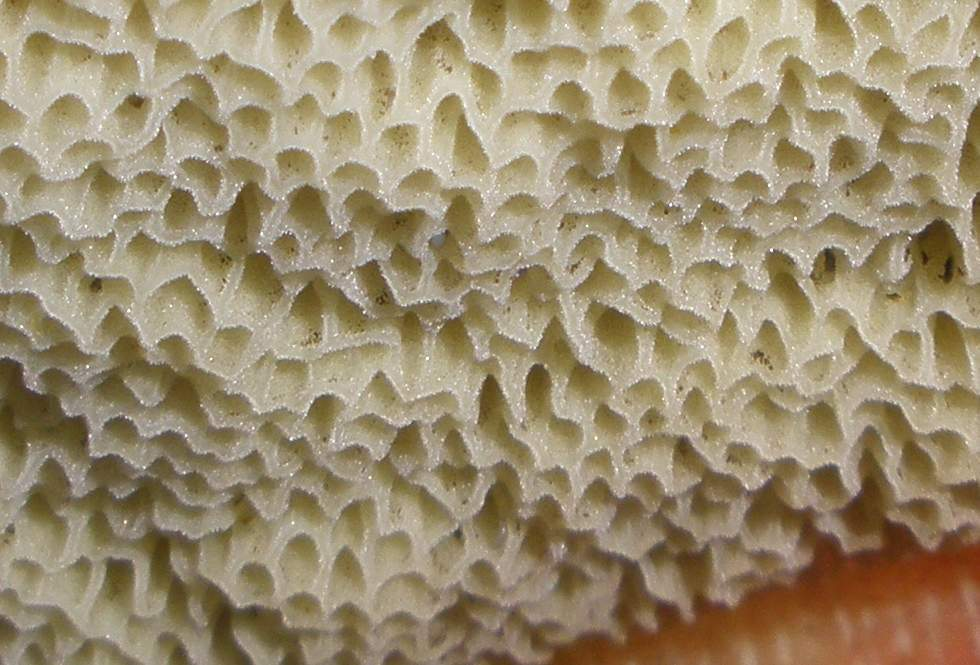
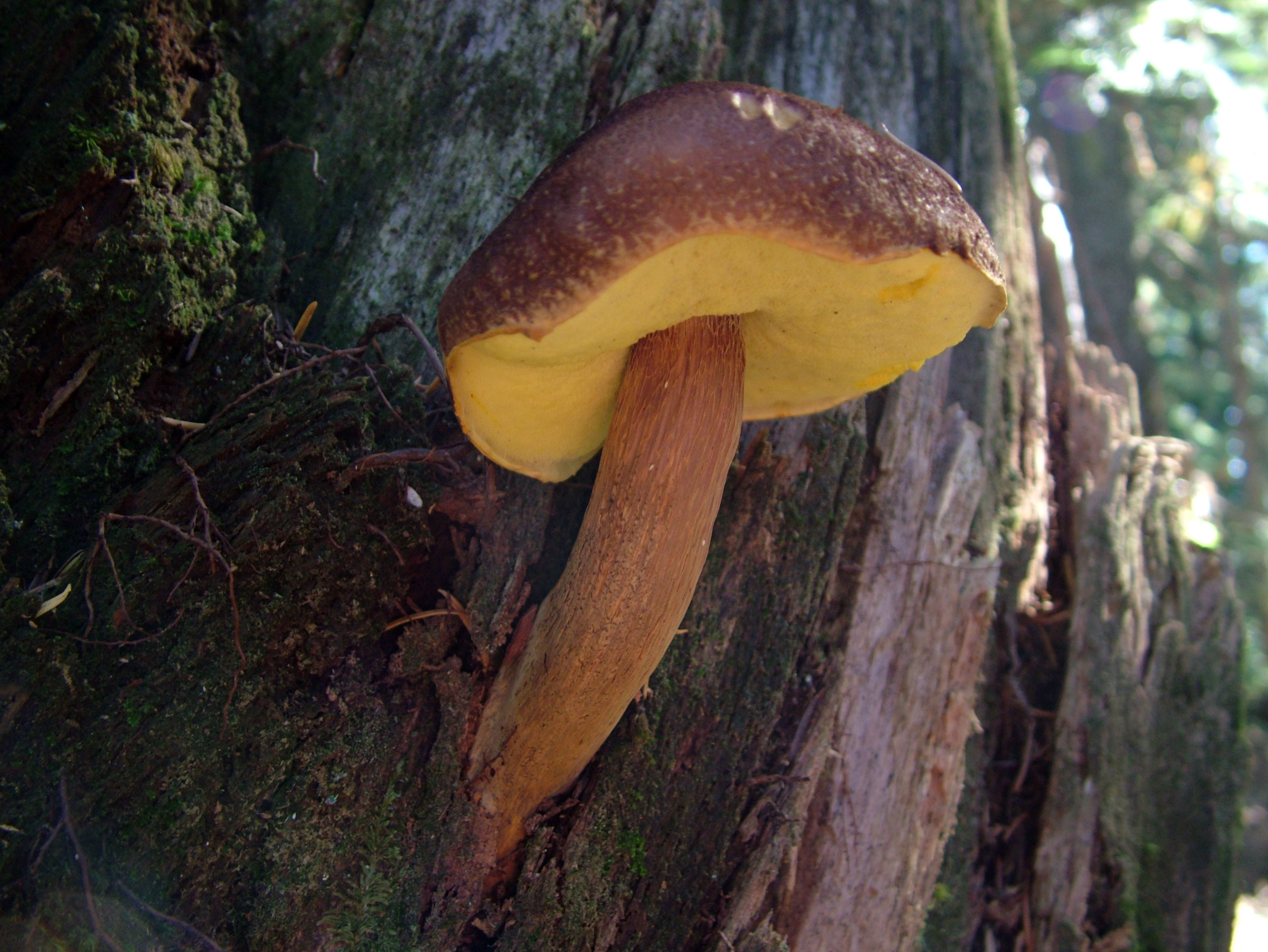
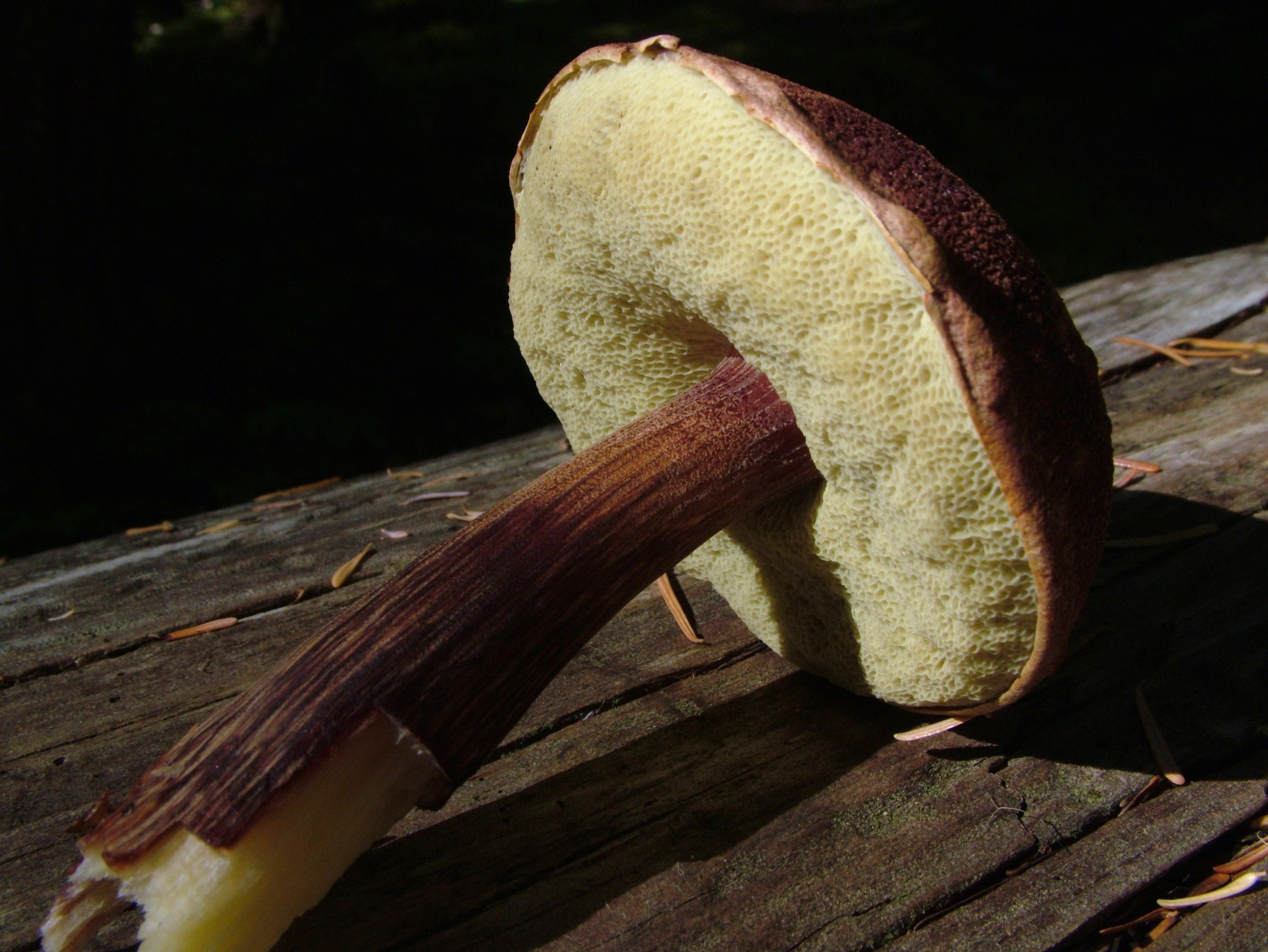